# Foltosszemű légy
A foltosszemű légy (Eristalinus) a zengőlegyek (Syrphoidea) öregcsaládjában a névadó zengőlégyfélék (Syrphidae)család herelégyfélék (Eristalinae) alcsalád névadó neme.

## Származása, elterjedése
A kozmopolita nem fajai közül sok él az északi faunabirodalomban (az egyes fajsorok előfordulási területeit lásd a rendszertani felosztásnál).  Magyarországon két faját ismerjük:
- fekete foltosszemű légy (Eristalinus sepulchralis)
- bronzos foltosszemű légy (Eristalinus aeneus)

## Megjelenése, felépítése
Közepes vagy közepesnél kissé nagyobb zengőlégy. Pajzsocskája fekete, a szeme foltos, csápsörtéje csupasz.

## Életmódja, élőhelye
Szaprofág lárvái sok rothadó szerves anyagot tartalmazó, iszapos vizekben fejlődnek.

## Rendszertani felosztása
fajait öt fajsorba rendezik:
- Eristalinus,
  - Eristalinus riki
  - Eristalinus sepulchralis
- Eristalodes — 13 faj az egész északi faunabirodalomban (Arctogea)
- Lathyrophthalmus — mintegy 80 faj, valamennyi szárazföldön,
- Helophilina (monotipikus, az afrotropikus faunaterületen (Aethiopis),
  - Eristalinus taeniaticeps
- Merodonoides — 8 faj az afrotropikus és az indo-maláj faunaterületen
  - Eristalinus abdominalis
  - Eristalinus caudatus
  - Eristalinus descendens
  - Eristalinus fasciatus
  - Eristalinus gymnops
  - Eristalinus megametapodus
  - Eristalinus modestus
  - Eristalinus myiatropinus

Néhány további faj:
- Eristalinus nigricans
- Eristalinus taeniops

## Fordítás
- Ez a szócikk részben vagy egészben  az   Eristalinus című angol Wikipédia-szócikk ezen változatának fordításán alapul.  Az eredeti cikk szerkesztőit annak laptörténete sorolja fel. Ez a jelzés csupán a megfogalmazás eredetét és a szerzői jogokat jelzi, nem szolgál a cikkben szereplő információk forrásmegjelöléseként.